# Microula bhutanica
Microula bhutanica är en strävbladig växtart som först beskrevs av T. Yamazaki, och fick sitt nu gällande namn av Hiroshi Hara. Microula bhutanica ingår i släktet Microula och familjen strävbladiga växter. Inga underarter finns listade i Catalogue of Life.